# نبردناو کلاس یاماتو
|}نبردناو کلاس یاماتو (به ژاپنی: 大和型戦艦 - یاماتو-گاتا سِنکان) کلاسی از دو نبردناو نیروی دریایی امپراتوری ژاپن بود که پیش از جنگ جهانی دوم طراحی و در هنگام آن تولید شد. بدنه سومین فروند در جریان ساخت به ناو هواپیمابر تبدیل گردید.
با وزنی در حدود ۷۲ هزار تن نبردناوهای این کلاس سنگین‌ترین نبردناوهای تاریخ بودند و با توپ‌هایی با کالیبر ۴۶ سانتی‌متر قادر به شلیک گلوله‌هایی به وزن نزدیک به ۱٫۵ تن تا فاصله ۴۲ کیلومتری، بزرگترین تسلیحات کشتی‌های جنگی را حمل می‌کردند.
هر سه کشتی این کلاس توسط نیروی دریایی ایالات متحده در سال‌های ۱۹۴۴ و ۱۹۴۵ غرق شدند.

## پیش‌زمینه

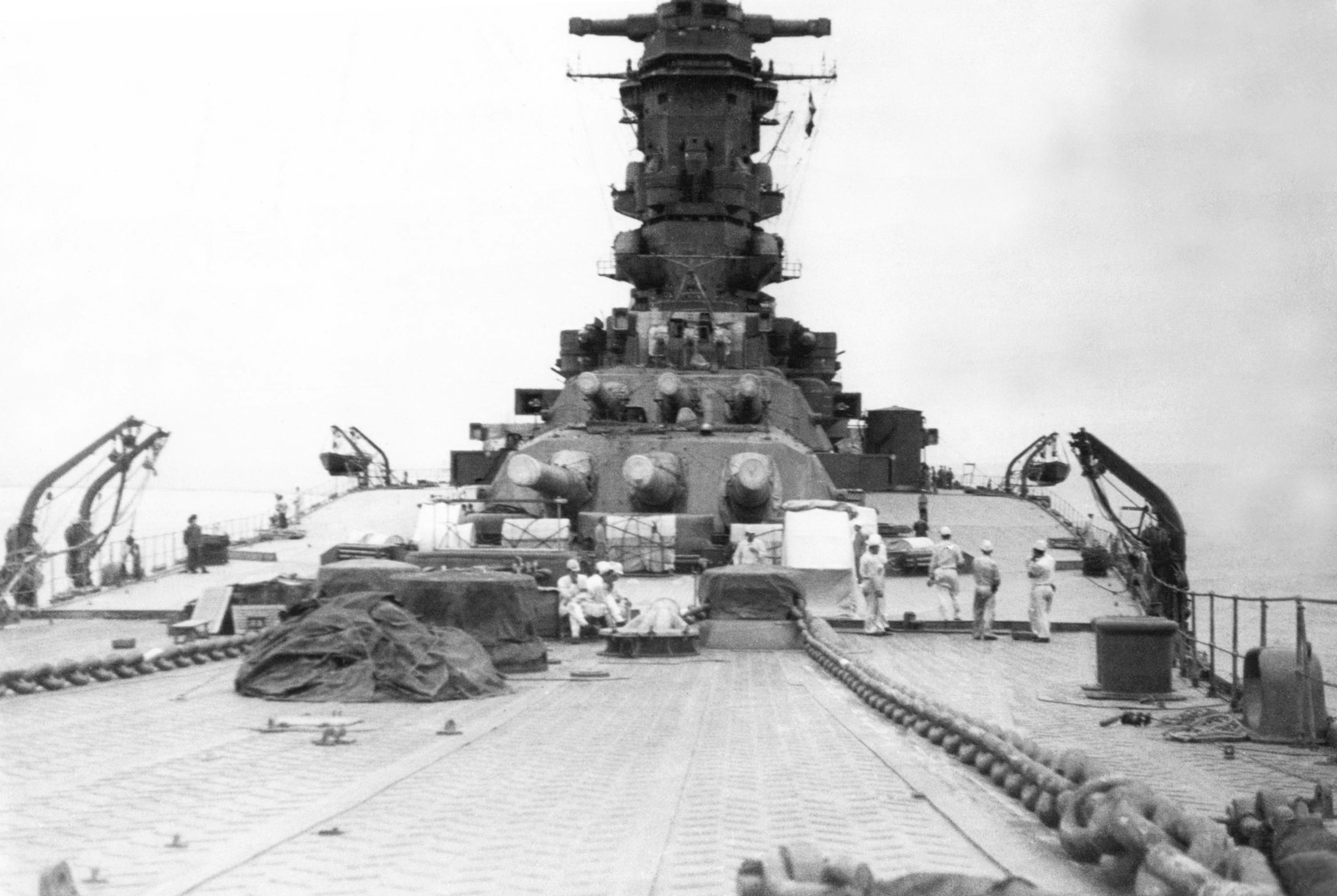
نبردناو کلاس یاماتو

به جهت ضعف در توانمندی صنعتی و اقتصادی نسبت به رقیب، امپراتوری ژاپن در مسابقه تسلیحاتی با ایالات متحده، سیاست «اولویت کیفیت» و تاکتیک «برد بیشتر» را در پیش گرفته بود تا بدین طریق بتواند کاستی در کَمیت را خنثی کند یا حتی پیش بیفتد. ستاد کل نیروی دریایی امپراتوری ژاپن به دنبال ساخت کشتی‌هایی بود که ورق را به نفع ژاپن بازگرداند. این کشتی‌ها می‌بایست توان اصلی دفاعی کشور را تشکیل می‌دادند و برتری آن در زمینه تسلیحات را برای ده سال تضمین می‌کردند.
ژاپن ماه ژوئیه سال ۱۹۳۴ تصمیم به زیر پا گذاشتن مفاد محدودیت‌آفرین پیمان دریایی واشینگتن گرفت. این کشور مفاد این پیمان را به شدت زیان‌بار برای امنیت خود می‌دانست چرا که نیروی دریایی آن را در ضعف نامتوازنی نگاه می‌داشت.

## طراحی و توسعه
کار مطالعات، تحقیقات و آماده‌سازی امپراتوری ژاپن برای ساخت کلاس جدیدی از نبردناوها، با نقض محدودیت‌های پیمان دریایی واشینگتن، از ابتدای سال ۱۹۳۰ وارد مرحله جدیدی شده بود. ماه اکتبر سال ۱۹۳۴ دفتر ساخت‌وساز دریایی فرمانی از ستاد کل نیروی دریایی امپراتوری ژاپن مبنی ارائه طرح مطالعه یک نبردناو جدید با بیش از هشت توپ ۴۶ سانتی‌متری، چهار توپ سه‌لول ۱۵٫۵ سانتی‌متری یا چهار توپ دو لول ۲۰ سانتی‌متری، سرعت بیش از ۳۰ گره، برد ۸٬۰۰۰ مایل دریایی (۱۴٬۸۱۶ کیلومتر) در سرعت ۱۶ گره (۳۰ کیلومتر بر ساعت) و محافظت در برابر گلوله ضد زره توپ‌های ۴۶ سانتی‌متری از فاصله ۲۰ تا ۳۵ کیلومتری، دریافت کرد. با توجه به بی‌سابقه بودن کشتی با این عظمت، اشاره‌ای به وزن نگشته بود. مشخصات توپ‌های ثانویه تمهیدی اقتصادی بود که در نتیجه برنامه پیاده‌سازی توپ‌های ۱۵٫۵ سانتی‌متری از ناوهای سبک کلاس موگامی ارائه گردید. الزامات مطرح‌شده توسط ستاد کل نیروی دریایی بر پایه راهبرد بنیادین ژاپن برای «دستیابی به پیروزی تعیین‌کننده» در جنگ با ایالات متحده تنظیم شده بود و هیچ گونه توجهی به محدودیت‌های پیمان مذکور نداشت.
نخستین طرح نهایی روز ۱۹ مارس سال ۱۹۳۵ تحت عنوان «اِی-۱۴۰» تکمیل شد. این طرح نبردناوی با ۲۹۴ متر درازا، ۴۱ متر پهنا، ۶۹٬۵۰۰ تن وزن، موتورهایی با مجموع توان ۲۰۰٬۰۰۰ اسب بخار و سرعت ۳۱ گره پیش‌بینی کرده بود. به هر صورت چنین طرحی بزرگ‌تر از نبردناو مورد نظر سیاست‌گذاران ژاپنی بود. بدین شکل، با وجود نهادن تأکید زیادی بر سرعت بالا، سرعت مورد انتظار به ۲۷ گره کاهش یافت. تا ماه مارس سال ۱۹۳۷، فوجیموتو، هیراگا و فوکادا، سه گروه طراح دفتر ساخت‌وساز دریایی، ۲۳ طرح اولیه بدین جهت ارائه ساختند. این طراحان در طرح‌های خود سامانه‌های ترکیبی پیش‌ران موتورهای دیزل و توربینی پیشنهاد می‌نمودند. پس از مرحله دوم طراحی، در تمامی نسخه‌ها از موتورهای دیزل به عنوان نیرو محرکه اصلی استفاده شد. موتورهای دیزل حدود ۷۰ درصد مصرف سوخت کمتری نسبت به موتورهای توربینی داشتند درحالیکه تنها حدود ۱ درصد سنگین‌تر از آن‌ها بودند. این تغییر با اثر گذاشتن بر چینش عمومی قسمت‌ها، موجب افزایش طول بدنه و باز طراحی فضاهای مربوط به پیش‌ران گشت.
آزمایش‌های بسیاری توسط سازمان تحقیقات فنی نیروی دریایی برای کاهش مقاومت بدنه صورت گرفت تا توان موتور حفظ شود و وزن کاهش یابد که نتایج خوبی به همراه داشت. شلیک‌های آزمایشی به انواع جدید زره در آزمون‌گاه کامگاکوبی انجام شد که نشان‌گر نقصان در اتصال بین زره بالایی و پایینی بود. به هر صورت این مشکل حل‌نشده باقی ماند.

### ساخت

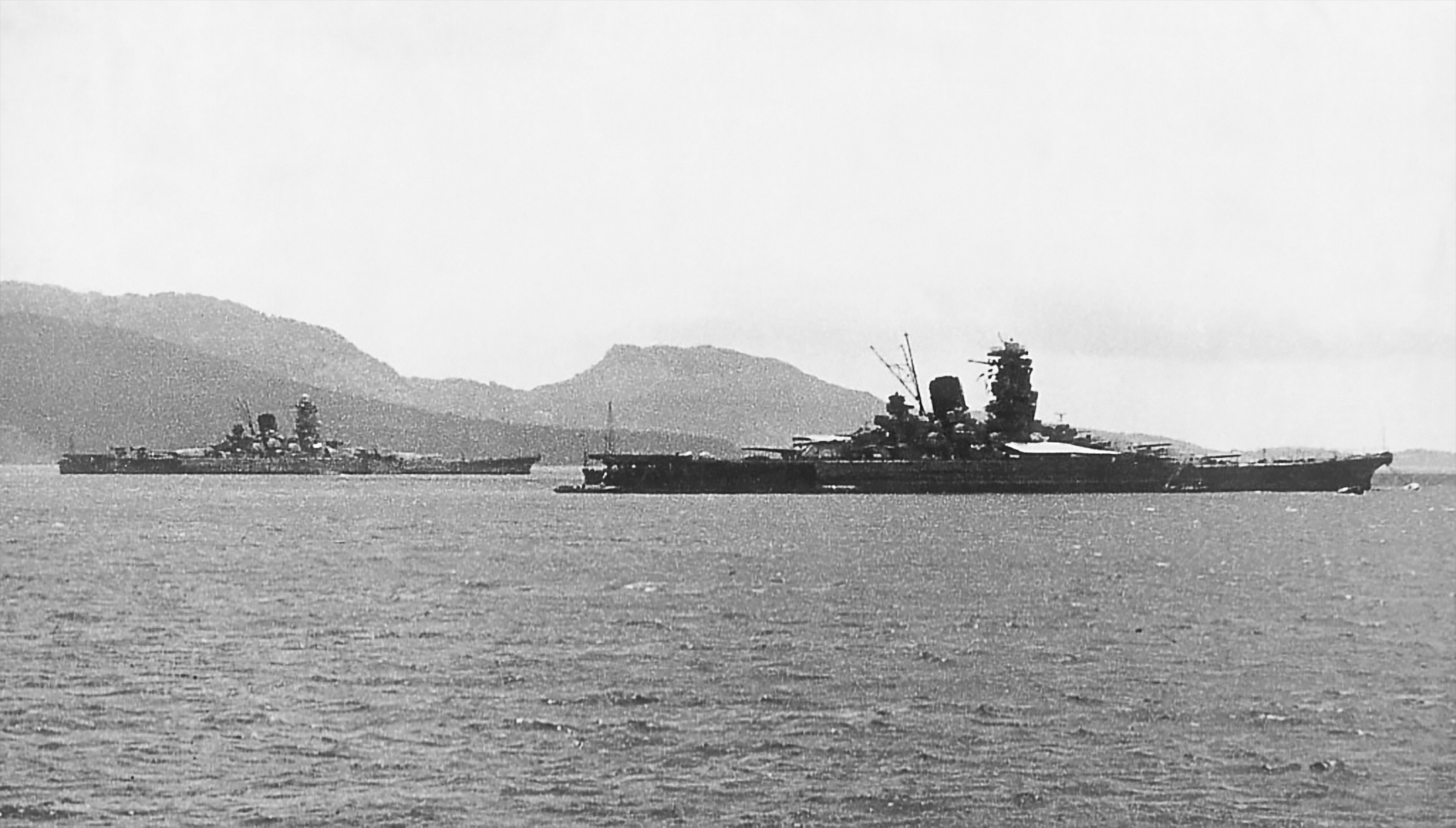
یاماتو و موساشی، ۱۹۴۳

تأسیسات ساخت‌وساز در زرادخانه دریایی کوره و کارخانه کشتی‌سازی میتسوبیشی در ناگاساکی جهت ساخت این کشتی‌های غول‌پیکر، با صرف وقت و هزینه فراوان بزرگ‌تر شد. عوامل مختلف از جمله سابقه نه‌چندان طولانی کشتی‌سازی نوین در ژاپن، محدودیت‌های پیمان‌های تسلیحاتی بین‌المللی و وقفه چندین ساله در طراحی و ساخت کشتی‌های بزرگ، فرایند ساخت‌وساز را دچار خلل و کاستی‌هایی کرد.
به جهت قرار گرفتن برتری این کلاس عموماً در قسمت تسلیحات آن، حفظ محرمانگی بیشترین اهمیت را داشت. همین مسئله نیز موجب بروز مشکلات و معایبی در طراحی و تولید کشتی‌ها شد.